# Alfonso García Matamoros
Alfonso García Matamoros (Villarrasa, Huelva; ¿?-Alcalá de Henares, 25 de junio de 1572) fue un retórico y humanista español.

## Biografía
Aunque él mismo se llamó hispalense, lo más probable es que se lo llamara por haberse naturalizado en Sevilla y no por haber nacido allí; más en lo cierto parecen estar quienes creen que nació en Villarasa, en el condado de Niebla, provincia de Huelva y diócesis de Sevilla, aunque se ignora el año cierto de su natalicio. Su pariente lejano Rodrigo Caro le dedicó un elogio con un epigrama latino en su obra sobre los Varones en letras naturales de... Sevilla.
Estudió las primeras letras en Sevilla y la enseñanza superior en Valencia. Pasó a dirigir el estudio de gramática de Játiva desde 1531 hasta 1540; en este último año fue a doctorarse a Valencia, pero marchó a Alcalá de Henares para ocupar una cátedra de Retórica que le ofrecieron en 1542 y allí permaneció veintidós años enseñando. Entre sus discípulos tuvo a Benito Arias Montano. Es indudable que fue sacerdote; Nicolás Antonio y otros bibliógrafos escribieron que fue canónigo de la Catedral de Sevilla, pero no se han encontrado los documentos que lo demuestran, aunque existió a fines del siglo XV un canónigo de su nombre, demasiado mayor como para poderse tratar de él. En 1558 publicó el discurso que pronunció en la investidura de Diego Sobaños como doctor y en 1559 empezaron sus ataques de reúma crónico, de los que se lamentaba todavía en el prólogo a su De tribus dicendi generibus (1569). Murió el 25 de junio de 1572.

## Obra
Escribió un famoso laus Hispaniae o apología de la nación española, el De adserenda Hispanorum eruditione, sive De viris Hispaniae doctis narratio apologetica (1553), con el patriótico fin de acabar con el desprecio que tenían algunas naciones de Europa a los humanistas españoles. Para él todo es fruto de ligerezas e injusticias.
Este opúsculo mezcla leyendas, fábulas, anécdotas y literatura culta y popular para dar amenidad a la exposición de lo que han supuesto las letras españolas a lo largo de la Historia. El autor demuestra un buen conocimiento de Cicerón, Virgilio, Plauto y Tácito entre los escritores romanos, y entre los griegos cita también a Homero, Aristóteles y Platón, y a los Padres de la Iglesia. 
Fue un ferviente seguidor de Erasmo de Róterdam y mantuvo estrechas relaciones con los humanistas de su siglo. Entre sus amistades figuró Juan Téllez Girón, Conde de Ureña, a quien está dedicada la apología.
En Opera Omnia fue reunida y editada toda su obra (Madrid, 1769).